# Цајдам
Цајдам депресија, Тсајдам или Чајдаму је хипераридна депресија који заузима велики део префектуре Хаиши у провинцији Ћингхај у Кини. Депресија покрива површину од приближно 120 000 км², од којих је једна четвртина прекривена сланим језерима и ендореичким безенима. Отприлике трећина депресије, око 35 000 км², је пустиња. 

## Име
Tshwa'i 'Dam је Вајли романизација тибетанског ཚྭའི་འདམ་ што значи "Слана мочвара"; истоимена тибетанска пинјин романизација је Caidam. Qaidam је ГНЦ романизација његове транскрипције на монголском; Tsaidam је варијанта романизације истог имена. Chaidamu је пинјин романизација његове транскрипције на кинеско писмо; исто име је раније било романизовано као Zaidam Swamp за кинеску поштанску мапу.

## Географија
Орографски, депресија Цајдам је релативно ниско подручје на североисточном делу Тибетанске висоравни. Са надморском висином од око 3 000 м, Цајдам формира неку врсту полице између Тибета на југу (око 4 300 м) и Гансуа на северу (око 1 100 м). Вододелница ниске воде раздваја Цајдам од базена језера Ћингхај на истоку. Упркос овој нижој надморској висини, Цајдам је и даље довољно висок да му је средња годишња температура 2-4 °C упркос томе што лежи на истој географској ширини као Алжир, Грчка и Вирџинија у Сједињеним Државама. 
Цајдам је у облику полумесеца покрива површину од приближно 120 000 км².   Његова подлога је широко подељена у три блока: Мангија депресија, северна зона прекида и Санху депресија. Цајдам је међу-планинска депресија, окружена са свих страна планинским ланцима. На југу је планине Куенлуен одвајају од вишег централног дела Тибетанске висоравни. На северу, одређени број мањих гребена попут Шуленаншана одваја га од друге више заравни, која се обично наводи под именом њене северне падине, Ћиљен или Наншан. На северозападу га Алтин-Таг одваја од пустиње Кумтаг на југоистоку Синкјанга. 
Због свог положаја, Цајдам формира ендореички базен који акумулира језера без излаза у море. Подручје је међу најсушнијим не-поларним локацијама на земљи, са неким местима која извештавају о индексу сувоће од 0,008–0,04. У читавом сливу средња годишња количина падавина је 26 мм, али је средње годишње испаравање 3 000-3 200 мм. Због слабе кише, ова језера су постала слана или су потпуно пресушила. Тренутно, постоје четири главна ендореичка базена у депресији: Кархан на југоистоку и (од севера до југа) Кунтеји, Чаханшилату, и Далангтан на северозападу. Ови базени и још неколико сланих језера заузимају преко једне четвртине депресије, са седиментима депонованим од Јуре дубине 10 до 14 км местимично упркос тектонској активности која је више пута померала средиште седиментације региона. Сезонска природа и комерцијална експлоатација неких језера је проблематична по броју: неки рачунају да је у базену 27 језера, други 43, са укупном површином од 16 509 км².
Аридност, сланост, велике дневне и сезонске промене температуре и релативно високо ултраљубичасто зрачење довели су до тога да је Цајдам проучавао Кинески геолошки завод као аналог Марса за употребу у испитивању спектроскопије и опреме за кинески Марс програм 2020. године.

## Геолошка историја
Цајдам је био део севернокинеског кратона од пре најмање милијарду година, пре него што се прекинуо пре око 560 милиона година на крају неопротерозоика. Било је то острво у плитком мору до подизања када се коначно придружило копну.
Тродимензионално моделирање показује да је садашњи базен стиснут у неправилан облик дијаманта од почетка кенозоика, при чему је Индијска плоча почела да удара на древну тибетанску обалу. У почетку се Цајдам налазио на далеко нижој коти. Полен пронађен у узорцима језгара показује да је олигоцен био релативно влажан. У западном базену полако се формирало велико језеро, које су два главна тектонска покрета подигла и одсекла од својих оригиналних извора седимента. У свом највећем обиму током миоцена, ово језеро се проширило на садашњих 2 800 м надморске висине преко 300 км и било је међу највећим језерима на свету. Прилив богатих хранљивих састојака допринео је цветању планктона, што је подржавало екосистем који је створио резерве органског угљеника. Подизање Тибетанске висоравни, међутим, одсекло га је од топлог и влажног индијског монсуна. Прешао је из шумске степе у пустињу. Клима је постала довољно сува да се појединачно језеро Цајдам разбије у засебне базене, који су често постајали слани. Током плиоцена фокус највише седиментације био је на данашњем Кунтејију, али током плеистоцена, тектонска активност померила је притоке и дно слива, премештајући фокус седиментације са Далангтана на подручје Кархан. Током овог времена, ледени интервали сугеришу на климу са ниским температурама а јарданзи пешчара сведоче о јаком ветру.
Од пре 770.000 и 30.000 година, огромно језеро које је испуњавало већи део југоисточног базена наизменично се мењало између слатководног и сланог језера. Студије полена сугеришу да је корито језера Дабусун у Кархан базену — готово најнижа тачка базена — било повишено за око 700 м у последњих 500 000 година. Ово велико — у то време слатководно — језеро простирало се на најмање 25 000 км².

## Ресурси
Велика лежишта минералних сировина у базену изазвала су велико интересовање за инвестиције од 2005. године. Солана која укључује око десет језера садржи преко 50 милијарди метричких тона соли.
Поред соли, Цајдам је један од девет најважнијих кинеских базена нафте  и њен највећи центар копнене производње. Нафтно поље Ћингхаи, које се експлоатише од 1954. године, укључује неколико нафтних и гасних поља. Све заједно има доказане резерве од 347,65 милиона метричких тона нафте и 306,6 милијарди кубних метара природног гаса. Годишњи производни капацитет је око 2 милиона метричких тона нафте и 8,5 милијарди кубних метара природног гаса. Нафтовод повезује поље Хуатугоу са великом рафинеријом у Голмуду, а гасна поља Себеи су повезана са Синингом, Ланџоуом, и Јинчуаном.
Цајдам има резерве азбеста, боракса, гипса и неколико метала, са највећим резервама литијума, магнезијума, калијума и натријума него било где у Кини. 

## Превоз
Железничка линија Сининг-Голмуд (прва етапа железничке пруге Ћингхаи – Тибет), која је прешла источни део депресије Цајдам почетком 1980-их, главна је саобраћајна веза за приступ минералним ресурсима у региону. Од 2012. године у изградњи су додатне железничке пруге. Изградња железничке пруге Голмуд – Дунхуанг започета је у октобру 2012; очекује се да ће бити завршена у року од 5 година. Почетком 2012. године, започета је изградња приватне железничке пруге компаније Zangge Potash Co Ltd, дужине 25 км од станице Кархан на железничкој прузи Ћингхај – Тибет (у близини истоименог сланог језера) до њихових објеката у близини. 
Крајем 2013. године врши се прелиминарно планирање железнице Голмуд-Корла, која ће се протезати дуж целог западног дела депресије Цајдам.

### Наводи
1. ↑  china.org.cn - Salt lakes
2. ↑  Stanford (1917).
3. 1 2  Meng & al. 2008
4. 1 2 3  Warren 2016
5. 1 2 3 4  CNPC, стр. 2.
6. 1 2 3  Chen & al. (1986).
7. 1 2  Spencer & al. (1990).
8. ↑  CNPC, стр. 3.
9. 1 2 3 4 5 6  Kong & al. (2018).
10. ↑  Fan & al. 2012
11. ↑  „About Salt Lakes”, Official site, Qinghai Institute of Salt Lakes
12. ↑  Guo & al. (2017).
13. ↑  Aitchison & al. (2007).
14. 1 2 3 4 5 6  Mao & al. (2017).
15. 1 2  CNPC, стр. 8.
16. ↑  Huang & al. (1997).
17. ↑  Jiang & al. (2000).
18. ↑  Zheng 1997
19. ↑  CNPC, стр. 1.
20. ↑  CNPC, стр. 17–18.
21. ↑  CNPC, стр. 18.
22. ↑  CNPC, стр. 18–19.
23. ↑  „格尔木至敦煌铁路开工”. Архивирано из оригинала 09. 12. 2012. г. Приступљено 07. 09. 2020., Renmin Tielu Bao, 2012-10-20
24. ↑  „青海格尔木藏格钾肥有限公司铁路专用线项目开工”. Архивирано из оригинала 21. 02. 2012. г. Приступљено 07. 09. 2020., 2012-02-18
25. ↑  China builds railway to benefit fertilizer supply, 2012-02-18
26. ↑  „库尔勒—格尔木铁路项目预可研报告获批”. Архивирано из оригинала 22. 10. 2013. г. Приступљено 07. 09. 2020. (Korla-Golmud Railway project preliminary feasibility study report approved), 中华铁道网, 2013-09-30